# Gottfried Diener
Gottfried Diener (n. 1 noiembrie 1926, Zürich, cantonul Zürich, Elveția – d. 26 mai 2015, Engelberg, Cantonul Obwald, Elveția) a fost un bober ce a reprezentat Elveția, medaliat olimpic. A participat la o ediție a Jocurilor Olimpice (1956) în care a câștigat o medalie de aur.

## Participări
Lista de mai jos prezintă principalele competiții la care a participat Gottfried Diener de-a lungul carierei.
- bobsleigh at the 1956 Winter Olympics – four-man[*]